# Universal Soldier: The Return
Universal Soldier: The Return es una película del año 1999 dirigida por Mick Rogers y protagonizada por Jean-Claude Van Damme. Es la segunda entrega de la saga Soldado universal. La película recaudó 10 937 890 dólares, siendo un fracaso comparado con los 102 000 000 dólares que recaudó la primera entrega.
Diez años después, en 2009, se estrenó una tercera entrega llamada Universal Soldier: Regeneration que descarta los eventos presentados en este film y funciona como una continuación directa de la primera película.

## Argumento
Quince años después de la muerte de Andrew Scott, el ex UniSol Luc Deveraux ha vuelto a la normalidad mediante terapia genética y vive con su hija Hillary, fruto de su relación con la ahora difunta Verónica Roberts.
Luc actualmente trabaja como asesor técnico para el gobierno de Estados Unidos con su socia Maggie, con quien ha logrado perfeccionar el Programa UniSol en un esfuerzo por crear una generación nueva y más fuerte de soldados que sean más sofisticados e inteligentes y así reducir el uso de soldados humanos normales en el campo de batalla. Todos los nuevos UniSols, conocidos como UniSols 2500, son más rápidos y fuertes que los originales, estando conectados mediante implantes neuronales a través de una superinteligencia artificial llamada S.E.T.H. (Self-Evolving Thought Helix; lit. Hélice de pensamiento autoevolutivo), quien ha desarrollado una amistad muy estrecha con Hillary.
Cuando S.E.T.H. descubre que el programa UniSol será cerrado por recortes presupuestarios, desata un pelotón de UniSols, liderado por el musculoso Romeo y se apodera de las instalaciones, lo que resulta en la muerte de muchos ocupantes, incluido el Dr. Dylan Cotner, responsable de devolver a Luc a la normalidad. Esto obliga a Luc y a una reportera llamada Erin Young a escapar mientras Maggie rescata a Hilary y la lleva a un hospital debido a una conmoción que sufrió por el ataque de Romeo.
Squid, un científico anteriormente despedido del proyecto, es contactado por S.E.T.H. ya que cuando lo echaron hurtó un cuerpo UniSol sintético superior a todos los que se han hecho, por lo que lo convence de implantar en el su conciencia.
Luc intenta encontrar una manera de apagar S.E.T.H. mientras el general Radford quiere tomar medidas extremas y envia tropas que son masacradas por cuatro UniSols; incluso Luc intenta liderar un equipo de Rangers del ejército, pero la mayoría muere cuando un UniSol los detecta.
S.E.T.H. localiza a Hillary en el hospital, al ver su grave estado la secuestra mientras Romeo mata a Maggie y a varios guardias del hospital. Al regresar al edificio UniSol, S.E.T.H. desactiva una bomba de tiempo implantada por los militares, tras lo cual lleva a la niña al laboratorio y cura su lesión cerebral con la tecnología UniSol. 
Luc y Erin luego localizan a Squid, pero S.E.T.H., ahora en su nuevo cuerpo, asesina al científico y da un ultimátum a Luc: tiene solo algunas horas para entregarle un código secreto que puede desactivarlo. Para garantizar que Luc coopere, revela que tiene en su poder a Hillary. Luc se infiltra en las instalaciones, eliminando muchos enemigos, pero descubre que S.E.T.H. ha revivido a Maggie transformándola en un UniSol.
Tras descifrar el código, S.E.T.H. decide matar a Luc y criar a Hillary como a su propia hija por lo que ambos se enzarzan en una pelea mano a mano. Finalmente, Luc destruye a S.E.T.H. congelándolo con nitrógeno líquido y luego destrozando su cuerpo en pedazos. Los UniSol restantes todavía están activos y Romeo atrapa a Luc, con la intención de matarlo a él y a Hillary; sin embargo, Maggie se opone a su programación disparando a Romeo y permitiendo a Luc y Hillary huir tras pedirles que destruyan el edificio con ella, Romeo y los UniSol restantes dentro. 
Luc cumple los deseos de Maggie haciendo estallar la bomba, luego se reúne con Erin y Hillary, satisfechos de haber puesto fin al complot de S.E.T.H. y vengado a sus seres queridos.

## Reparto
| Actor                 | Personaje               | Notas |
| --------------------- | ----------------------- | ----- |
| Jean-Claude Van Damme | Luc Deveraux            |       |
| Michael Jai White     | S.E.T.H. Super UniSol   |       |
| Heidi Schanz          | Erin Young              |       |
| Xander Berkeley       | Dr. Dylan Cotner        |       |
| Justin Lazard         | Capitán Blackburn       |       |
| Kiana Tom             | Maggie                  |       |
| Daniel von Bargen     | General Radford         |       |
| James R. Black        | Sargento Morrow         |       |
| Karis Paige Bryant    | Hillary Deveraux        |       |
| Bill Goldberg         | Romeo UniSol            |       |
| Brent Anderson        | 2.º Técnico             |       |
| Brent Hinkey          | "Squid"                 |       |
| Lyle Kanouse          | UniSol 2500             | Voz   |
| Adam Russell Stuart   | Ayuda del General       |       |
| Sylvester Terkay      | Trabajador del hospital |       |

## Música
Una banda sonora para la película fue entregada por Trauma.
| Pista | Título                         | Intérprete         |
| ----- | ------------------------------ | ------------------ |
| 1     | Crush 'Em                      | Megadeth           |
| 2     | Remain Calm                    | One Minute Silence |
| 3     | Awake                          | Clay People        |
| 4     | Crazy Train                    | The Flys           |
| 5     | Bled For Days                  | Static-X           |
| 6     | Fueled                         | Anthrax            |
| 7     | Magic, No. 3                   | Jact               |
| 8     | Hatred                         | D Generation       |
| 9     | Securitron (Police State 2000) | Fear Factory       |
| 10    | Eureka Pile                    | Ministry           |
| 11    | Chaos                          | Tim Skold          |
| 12    | Saddam A-Go-Go                 | Gwar               |
| 13    | Target: Devereux               | Don Davis          |
| 14    | Supernova Goes Pop             | Powerman 5000      |